# Kogarkoite
La kogarkoite è un minerale.